# PR-423
A Rodovia PR-423 é uma estrada pertencente ao governo do Paraná que liga as cidades de Araucária (BR-476) e Campo Largo (BR-277/BR-376). É denominada Rodovia Engenheiro Adolar Schultze, de acordo com a Lei Estadual 10.521 de 11/11/1993.

## Trechos da Rodovia
A rodovia possui uma extensão total de aproximadamente 37,2 km, incluindo um trecho de 9,4 km apenas planejado, podendo ser dividida em 4 trechos:
| Ponto de referência                                 | Extensão do trecho | Extensão acumulada | Situação    |
| --------------------------------------------------- | ------------------ | ------------------ | ----------- |
| Entroncamento BR-116 (Fazenda Rio Grande)           | ---                | 0 km               | ---         |
| Entroncamento BR-476 (Araucária)                    | 9,4 km             | 9,4 km             | Planejado   |
| Entroncamento PR-510 (Itaqui)                       | 24,6 km            | 34,0 km            | Pavimentado |
| Entroncamento BR-277 (Pista com destino a Curitiba) | 1,8 km             | 35,8 km            | Pavimentado |
| Entroncamento BR-277 (Pista procedente de Curitiba) | 1,4 km             | 37,2 km            | Pavimentado |

Extensão construída: 27,8 km (74,73%)
Extensão pavimentada: 27,8 km (74,73%)
Extensão duplicada: 0,0 km (0,00%)

## Municípios atravessadas pela rodovia
- Araucária
- Campo Largo